# Pura Taman Ayun
Pura Taman Ayun is een Hindoeïstische tempel in de Indonesische plaats Mengwi op Bali ten westen van Ubud.
De tempel is gewijd aan de voorouders van de vorsten die tot 1892 over Mengwi heersten.
Pura Taman Ayun is uit 1634 en is gelegen in een watertuin met aan drie zijden een gracht met lotusbloemen. Te bereiken via de hoofdpoort (Kori agung) met een beeld van Sai. Er zijn diverse meru-torens die de bergen voorstellen, de plaats van de goden. De hoogste meru (rechtachteraan) heeft elf verdiepingen en stelt de berg Gunung Batukau voor. Ook zijn er diverse paviljoens.